# Koskiluoto
Koskiluoto är en ö i Finland. Den ligger i vattendraget Kumo älv och i kommunen Kumo i den ekonomiska regionen  Björneborgs ekonomiska region  och landskapet Satakunta, i den sydvästra delen av landet, 180 km nordväst om huvudstaden Helsingfors. Öns area är 0,7 hektar och dess största längd är 350 meter i sydöst-nordvästlig riktning.